# Arfia
Arfia — вимерлий рід гієнодонтових ссавців. Скам'янілості (152 колекції) знайдено в таких країнах: Бельгія, Китай, Франція, Монголія, Велика Британія, США. Описано такі види: Arfia gingerichi, Arfia junnei, Arfia langebadreae, Arfia opisthotoma, Arfia palustris, Arfia shoshoniensis, Arfia zele.